# Liste der diplomatischen Vertretungen in Georgien

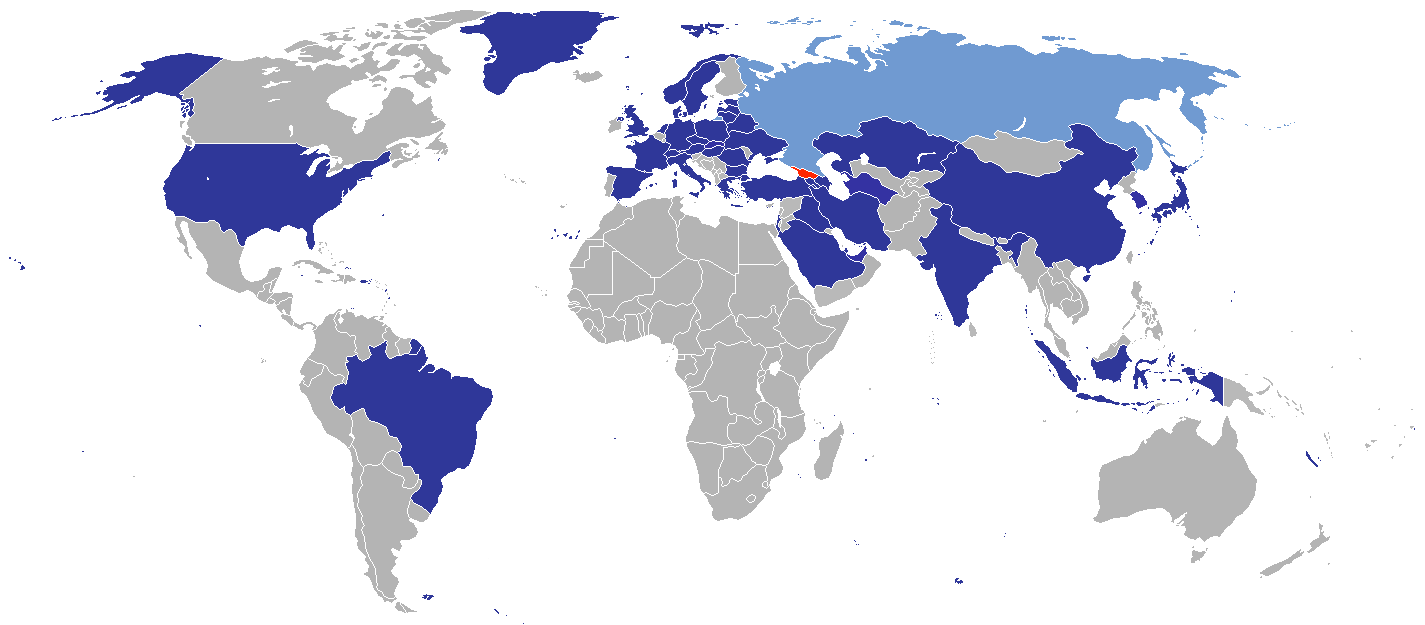
Staaten mit einer Botschaft in Georgien

Die Liste der diplomatischen Vertretungen in Georgien führt Botschaften und Konsulate auf, die im asiatischen Staat Georgien eingerichtet sind (Stand 2019).

## Botschaften in Georgien
36 Botschaften sind in Georgiens Hauptstadt eingerichtet (Stand 2019).

### Staaten
| - Armenien: Botschaft - Österreich: Botschaft - Aserbaidschan: Botschaft - Belarus: Botschaft - Brasilien: Botschaft - Bulgarien: Botschaft - Volksrepublik China: Botschaft - Tschechien: Botschaft - Estland: Botschaft - Frankreich: Botschaft - Deutschland: Botschaft - Griechenland: Botschaft - Ungarn: Botschaft - Iran: Botschaft - Irak: Botschaft - Israel: Botschaft - Italien: Botschaft - Japan: Botschaft | - Kasachstan: Botschaft - Lettland: Botschaft - Litauen: Botschaft - Niederlande: Botschaft - Norwegen: Botschaft - Polen: Botschaft - Katar: Botschaft - Rumänien: Botschaft - Saudi-Arabien: Botschaft - Slowakei: Botschaft - Schweden: Botschaft - Schweiz: Botschaft - Türkei: Botschaft - Turkmenistan: Botschaft - Ukraine: Botschaft - Vereinigtes Königreich: Botschaft - Vereinigte Staaten: Botschaft |

### Vertretungen Internationaler Organisationen
- Vatikanstadt: Botschaft
- Malteserorden: Botschaft